# 박시균
박시균(朴是均, 1938년 1월 15일~2017년 8월 3일)은 대한민국의 의사 출신 정치인이다. 제2대 통일주체국민회의 대의원, 제15·16대 국회의원을 지냈다. 

## 학력
- 영주초등학교 졸업
- 영주중학교 졸업
- 경북고등학교 졸업
- 경북대학교 의학 학사
- 경북대학교 대학원 의학 석사
- 경북대학교 대학원 의학 박사

## 경력
- 영주시 체육회 부회장/영주 로타리 클럽 회장ㆍ지역발전협의회 회장
- 영주시 장애인 협회 고문
- 영주 성누가 병원 원장
- 고려대ㆍ인제대 의과대학 외래교수
- 한나라당 노인복지소위원회 위원
- 국회 건설교통ㆍ운영위원회 위원
- 이회창 대통령 후보 특보
- 한나라당 원내부총무
- 경북대학교 총동창회 부회장
- 국회 아시아ㆍ태평양 정책연구회 회원
- 국회 안보통일정책연구회 회원
- 한ㆍ이탈리아의원 친선협회 부회장
- 한ㆍ우크라이나의원 친선협회 이사
- 한나라당 정책위 보건복지위원회 위원장
- 한나라당 장애인특별위원회 부위원장
- 국회 노인복지정책연구회 대표의원, 미래전략특별위원회 간사
- 대한민국의 제15대 국회의원 : 무소속(경상북도 영주시 국회의원지역선거구)
- 대한민국의 제16대 국회의원 : 한나라당(경상북도 영주시 국회의원지역선거구)

## 역대 선거 결과
|  | 31.16% |

|  | 17.75% |

|  | 31.80% |

|  | 32.35% |

|  | 58.91% |

|  | 0% |